# Frais-Vallon (métro de Marseille)
Frais-Vallon est une station de la ligne 1 du métro de Marseille. Elle est située à 1,096 km de la station La Rose et au milieu de l'avenue Jean-Paul-Sartre (RD 4C), près du quartier éponyme de Frais-Vallon. La station est inaugurée le 26 novembre 1977.

## Architecture
La station est aérienne et est ornée de panneaux rouges et orange sur les quais couverts par des auvents. Des murs carrelés beiges faisant office de bancs longent les quais. Au-dessus du quai, l’étage de validation donne accès à un viaduc surplombant la voie rapide qui donne accès au quartier de La Rose par des escaliers, un escalator et un ascenseur d’un côté et à la cité Frais-Vallon de l’autre.

## Autour
- Le quartier de Frais-Vallon.
- La piscine Frais-Vallon se trouve à proximité de la station.

## Services
- Service assuré tous les jours de 5h à 1h.
- Distributeurs de titres : possibilité de régler par espèces ou carte bancaire.
- Parking relais, accessible tous les jours de 4h30 à 20h et d'une capacité de 128 places.

## Correspondances RTM
Arrêt Métro Frais-Vallon situé avenue de Frais-Vallon :
- Ligne   en direction de Foch 5 Avenues ou de Bois Lemaître.
- Ligne   en direction de Métro Malpassé ou de Résidence Fondacle.

Arrêt Métro Frais-Vallon situé avenue de Peypin :
- Ligne  Ligne B4 en direction du Métro Gèze ou du Métro La Fourragère.

Arrêt La Rose Fuveau situé avenue de la Rose :
- Ligne   en direction de Métro la Rose ou du Lycée Saint-Exupéry.
- Ligne   en direction de Métro 5 Avenues ou du Dépôt la Rose.
- Ligne   en direction de Métro 5 Avenues ou de Les Baronnies.
- Ligne de nuit   en direction de Saint-Jérôme Parking Relais ou de Technopôle de Château-Gombert.